# Оэлун
Оэлун, Оэлун-фуджин, Оэлун-экэ (монг. Өэлүн?, ᠥᠭᠡᠯᠦᠨ?; умерла в 1221) — старшая жена Есугей-баатура, мать Тэмуджина, ставшего известным как Чингисхан. Другие дети Оэлун и Есугея — сыновья Джочи-Хасар, Хачиун, Тэмугэ-отчигин и дочь Тэмулун.

## Биография
Как повествует «Сокровенное сказание», Оэлун происходила из племени олхонут, ветви хонгиратов. Хотя о её родственниках мало что известно, в «Сокровенном сказании» и «Джами ат-таварих» сохранились упоминания о её братьях Буту, Олар-гургэне и Кингиядай-нойоне, впоследствии занявших при своём племяннике Чингисхане места тысячников в монгольской армии.
В юности (предположительно, в возрасте около шестнадцати лет) Оэлун была сосватана знатному юноше по имени Чиледу, брату меркитского вождя Тохтоа-беки. Возвращаясь в кочевье жениха, молодые попали в западню, устроенную борджигинским нойоном Есугеем-багатуром и его братьями; Чиледу бежал, а Оэлун стала главной женой Есугея, родив в браке с ним пятерых детей: четырёх сыновей (Тэмуджин — будущий Чингисхан, Хасар, Хачиун, Тэмуге) и дочь Темулун. После смерти Есугея около 1171 года его ближайшие сподвижники покинули семью бывшего вождя, и в течение нескольких лет Оэлун и её дети жили в полной нищете. Несмотря на все трудности, Оэлун смогла поставить своих детей на ноги. Вот как описывается это время в «Сокровенном сказании»:

Мудрой женой родилась Оэлун.
Малых детей своих вот как растила:
Буденную шапочку покрепче приладит,
Поясом платье повыше подберет,
По Онон-реке вниз и вверх пробежит,
По зернышку с черемухи да яблонь-дичков сберет
И день и ночь своих деток пестует.
*
Смелой родилась наша мать-Учжин.
Чад своих благословенных вот как растила:
С лыковым лукошком в степь уйдет,
На варево деткам корней накопает,
Корней судун да корней кичигина.
*
Черемухой да луком вскормленные
Доросли до ханского величия.
Корнем чжаухасуна вспоенные
Праведной матери дети

Стали правосудными и мудрыми.— «Сокровенное сказание монголов»
Кроме пятерых родных известны ещё и несколько приёмных детей Оэлун: так, трое из них — Кучу, Кокочу и Борохул — стали нойонами-тысячниками, а четвёртый, Шиги-Хутуху из племени татар, в будущем занял место верховного судьи. Возможная приемная дочь Оэлун, Алтани, известна как спасительница младшего сына Чингисхана Толуя, не давшая зарезать мальчика беглому татарину после разгрома его племени.
Позже Чингисхан выдал Оэлун за Мунлика-эчигэ из племени хонхотан. Проводя развёрстку войск, хан выделил своей матери три тысячи человек из племён куралас и олхонут.
Оэлун умерла около 1221 года, вероятно, не вынеся распрей между сыновьями: стремясь захватить власть в империи, противники Чингисхана стравливали его с младшими братьями, в особенности с Хасаром, в результате чего отношения между членами ханской семьи сильно ухудшились.
В 1266 году великий хан Хубилай, правнук Оэлун, присвоил ей посмертный титул Сюаньи хуанхоу — «вдовствующая императрица».

## В современной культуре
В художественной литературе

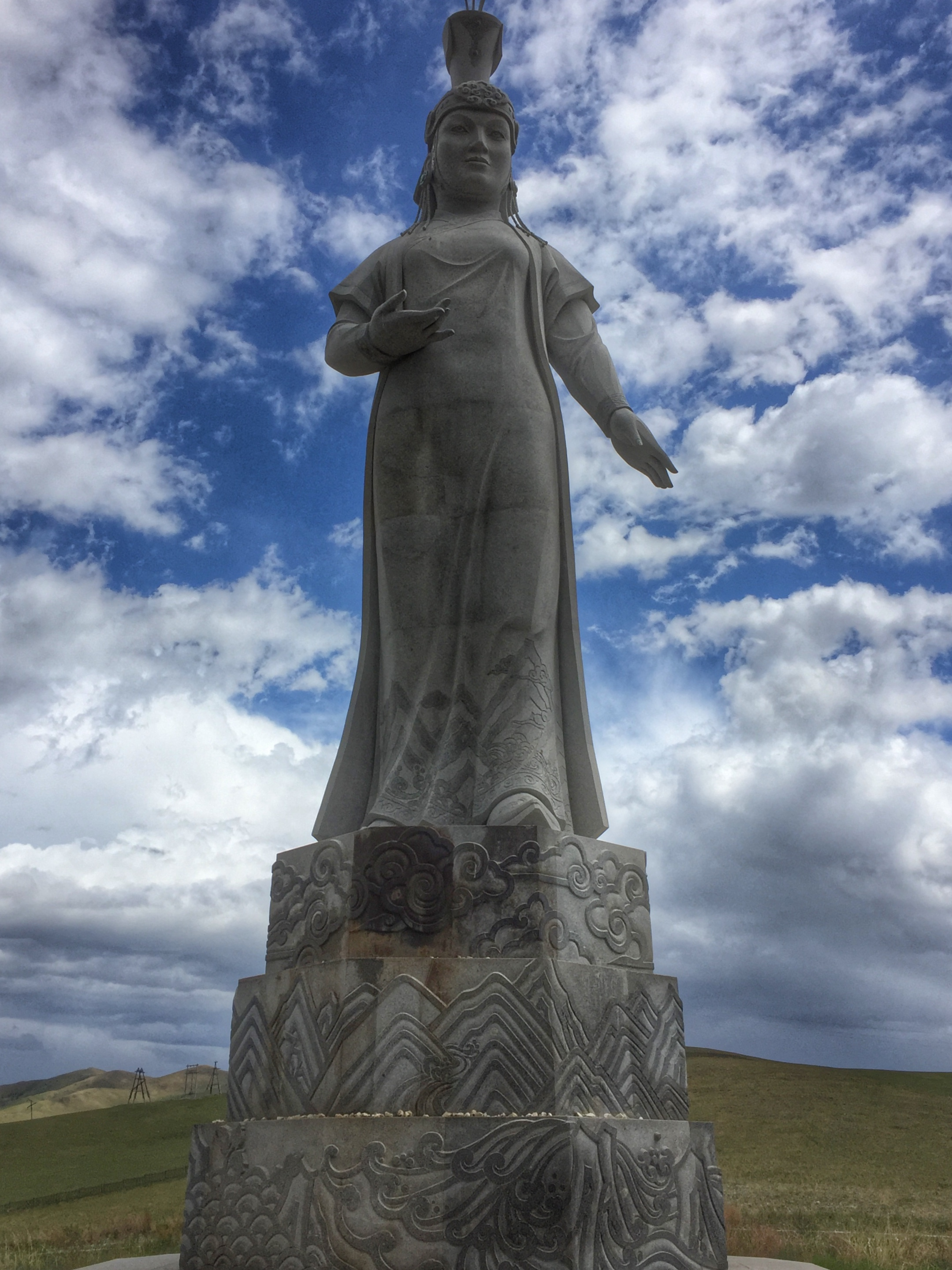
Памятник Оэлун матери Чингисхана в мемориальном комплексе «Мать Өүлэн» в Цонжин-Болдоге

- «Жестокий век» — роман Исая Калашникова;
- «По велению Чингисхана» — роман Н. А. Лугинова;
- Трилогия «Чингисхан» (проект «Этногенез»).

В художественном кино
- «Завоеватель» (США; 1956)
- «Чингисхан» (Гонконг; 1987)
- «Чингисхан» (Китай; 2004)
- «Монгол» (Россия, Германия, Казахстан; 2007)
- «Чингиз-хан. На край земли и моря» (Япония, Монголия; 2007)
- «Тайна Чингис Хаана» (Россия, Монголия, США; 2009)

В документальном кино
- Тайны древности. Варвары. Часть 2. Монголы (США; 2003)
- Чингисхан (Великобритания; 2005)

## Память
В Цонжин-Болдоге рядом с конным памятником Чингисхану (в 500 метрах), расположен мемориальный комплекс «Мать Өүлэн», посвященный матери хана. Монумент Матери Өүлэн стоит перед монументом Чингисхана и как бы приветствует сына, который возвращается с войны.